# Étricourt-Manancourt
Étricourt-Manancourt (picardisch: Étricourt-Monancourt) ist eine französische Gemeinde mit 525 Einwohnern (Stand 1. Januar 2022) im Département Somme in der Region Hauts-de-France im Norden von Frankreich. Die Gemeinde gehört zum Kanton Péronne.

## Geographie
Die Gemeinde mit den beiden Ortsteilen Étricourt und Manancourt (südlich) liegt rund zehn Kilometer östlich von Combles am Westufer des Canal du Nord und an den Départementsstraßen D72 und D43. Im Norden wird das Gemeindegebiet durch die D172 (Teil des Systems der Chaussée Brunehaut) durchschnitten. Durch das Gemeindegebiet soll der geplante Canal Seine-Nord Europe als Großschifffahrtsweg verlaufen. In Étricourt-Manancourt beginnt der 4350 m lange Kanaltunnel Souterrain de Ruyaulcourt des Canal du Nord.

## Geschichte
Im Zuge des geplanten Großschifffahrtswegs fanden umfangreiche Sondierungsgrabungen statt, bei denen altsteinzeitliche Funde zutage traten. Weiter wurden ein keltischer Bauernhof und eine keltische Nekropole entdeckt.

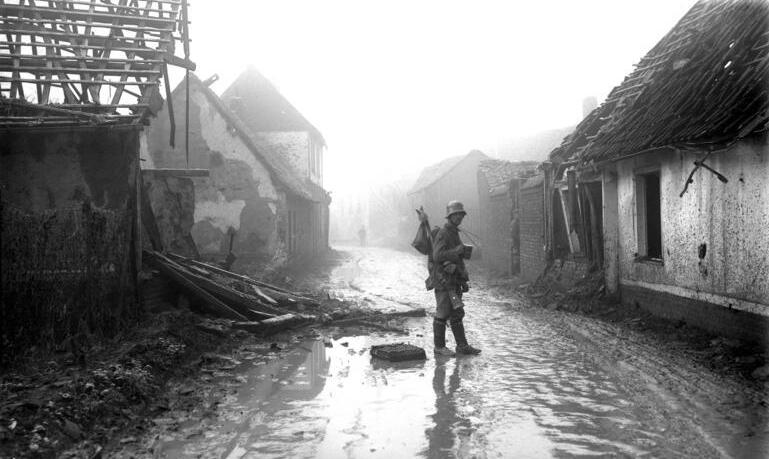
Deutscher Infanterist in Étricourt im Ersten Weltkrieg

Im Ersten Weltkrieg lag die Gemeinde mehrfach an der Frontlinie. Im Zuge der die Zweiten Marneschlacht vorbereitenden Operation Michael überquerten die deutschen Truppen am 24. März 1918 bei Étricourt den Canal du Nord. Zum Zeitpunkt des Waffenstillstands war der Ort nahezu vollständig zerstört. Der Wiederaufbau nahm lange Zeit in Anspruch. Die Gemeinde erhielt als Auszeichnung das Croix de guerre 1914–1918.
Während des Zweiten Weltkriegs legte die deutsche Luftwaffe westlich Manancourts, an der Straße nach Sailly-Saillisel (der heutigen D 184), nach Beginn der alliierten Invasion in der Normandie einen Feldflugplatz an, den sie von Mitte Juni bis Anfang Juli 1944 als Einsatzplatz von Bf 109G-Jägern nutzte. Er wurde anfangs von der I. Gruppe des Jagdgeschwaders 5 mitgenutzt und beherbergte über den Monatswechsel für eine Woche die II. Gruppe des Jagdgeschwaders 11.

## Einwohner
| 1962 | 1968 | 1975 | 1982 | 1990 | 1999 | 2006 | 2010 |
| ---- | ---- | ---- | ---- | ---- | ---- | ---- | ---- |
| 624  | 612  | 531  | 502  | 452  | 400  | 446  | 528  |

## Verwaltung
Bürgermeister (maire) ist seit 2001 Jean-Pierre Coquette.

## Sehenswürdigkeiten
Britischer Soldatenfriedhof an der D172.